# Adrián Vicente Yunta
Adrián Vicente Yunta (Madrid, 11 giugno 1999) è un taekwondoka spagnolo.

## Palmarès
- Mondiali

Baku 2023: bronzo nei 58 kg.
- Europei

Kazan 2018: oro nei 54 kg.
Sofia 2021: argento nei 58 kg.
Manchester 2022: bronzo nei 58 kg.
Belgrado 2024: bronzo nei 58 kg.
- Giochi europei

Cracovia 2023: oro nei 58 kg.
- Giochi del Mediterraneo

Oran 2022: oro nei +67 kg.